# Figli di nessuno (film)
Figli di nessuno (Puppy Tale) è un film del 1954 diretto da William Hanna e Joseph Barbera. Il film è l'ottantesimo cortometraggio animato della serie Tom & Jerry, distribuito il 23 gennaio 1954 dalla Metro-Goldwyn-Mayer.

## Trama
È notte e Jerry vede che da un'auto viene gettato un sacco in un fiume e corre a tirarlo fuori dall'acqua. Una volta aperto il sacco vengono fuori dei cagnolini, che scappano via, ma uno di loro si affeziona a Jerry, che lo fa entrare in casa. Una volta dentro il cucciolo si mette a svegliare diverse volte il dormiente Tom, il quale finisce per buttare Jerry e il cagnolino fuori dalla casa, per poi barricare la porta. Tom si riaddormenta, ma poco dopo scoppia un violento temporale. Sentendosi in colpa per la sua azione, Tom esce fuori di casa durante il temporale per cercare Jerry e il cucciolo, i quali stanno dormendo tranquilli in una struttura al coperto. A un certo punto Tom cade nel fiume, così Jerry e il cucciolo corrono in suo soccorso, trascinandolo fuori dal fiume per poi riportarlo in casa. Dentro casa Jerry riscalda della zuppa sul fuoco e la fa bere a Tom, che viene subito dopo leccato dal cucciolo. Risvegliatosi, Tom dà al cucciolo un letto e una ciotola di latte. Il cagnolino allora chiama i suoi fratelli, che entrano in casa, mettendosi tutti a bere il latte, con Tom e Jerry che li guardano felici.